# New York-Miami
Pour plus de détails, voir Fiche technique et Distribution.
New York-Miami (It Happened One Night) est un film américain réalisé par Frank Capra, sorti en 1934.

## Synopsis

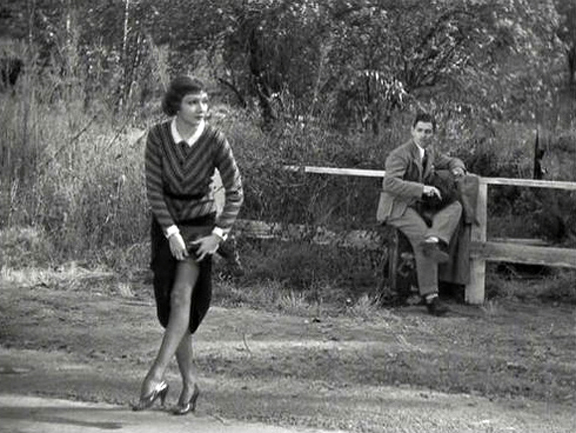
Claudette Colbert et Clark Gable dans une scène du film.

Ellie Andrews, jeune fille  gâtée, échappe à l'emprise de son père millionnaire qui veut l'empêcher d'épouser un play-boy sans avenir. En route pour New York, elle rencontre Peter Warne, un journaliste au chômage qui la reconnaît et passe un marché : il l'aide à rejoindre NY mais rédigera un scoop sur leur équipée. Leur bus tombe en panne et le couple se lance dans une folle randonnée avec nuit à la belle étoile, auto-stop et autres aventures au cours desquelles des liens se tissent entre la riche héritière et le petit gars du peuple.

## Fiche technique
- Titre français : New York-Miami
- Titre original : It Happened One Night[1],[2],[3],[4],[5],[6],[7],[8]
- Réalisation : Frank Capra
- Scénario : Robert Riskin, d'après le roman Night Bus de Samuel Hopkins Adams (1933)
- Photo : Joseph Walker
- Musique : Louis Silvers
- Direction artistique : Stephen Goosson
- Costumes : Robert Kalloch
- Montage : Gene Havlick
- Production : Frank Capra et Harry Cohn (Columbia)
- Société de distribution : Columbia Pictures
- Budget : 325 000 $ (estimation)
- Pays de production :  États-Unis
- Langue : anglais
- Format : 35 mm noir et blanc, restauré en 4K en 2013 par Colorworks[9] - son : mono
- Genre : comédie romantique
- Durée : 105 minutes
- Dates de sortie :
  - États-Unis : 22 février 1934 (première à New York), 23 février 1934 (sortie nationale)
  - France : 12 septembre 1934

## Distribution

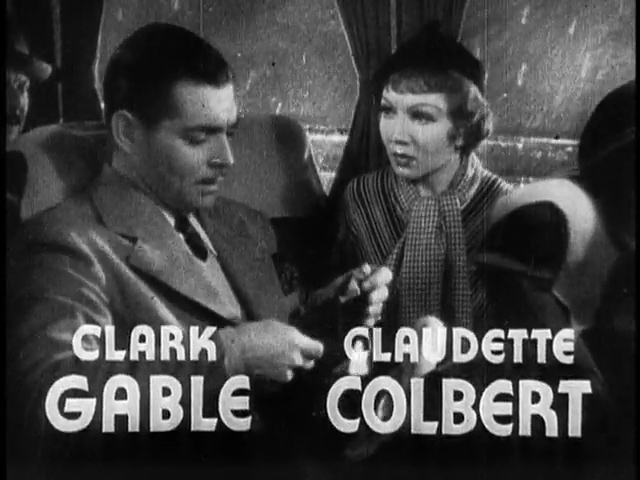
Clark Gable et Claudette Colbert.

Note : entre parenthèses, le premier doublage. Le DVD contient un second doublage effectué dans les années 1970-1980.
- Clark Gable (VF : Léon Roger-Maxime) : Peter Warne
- Claudette Colbert (VF : Madeleine Larsay) : Ellen « Ellie » Andrews
- Walter Connolly : Alexander Andrews
- Roscoe Karns : Oscar Shapeley
- Jameson Thomas : King Westley
- Alan Hale : Danker
- Arthur Hoyt : Zeke
- Blanche Frederici : la femme de Zeke
- Charles C. Wilson : Joe Gordon

Acteurs non crédités
- Irving Bacon : l'employé de la station-service
- William Bailey : Clark
- Ward Bond : le chauffeur du car
- Harry C. Bradley (en) : Henderson
- George Breakston : un enfant
- Wallis Clark : Lovington
- Joseph Crehan : le détective
- Harry Holman : le gérant du camping
- Eddy Chandler : le chauffeur de bus

## Distinctions

### Oscars
Oscars 1935 :
- Meilleur film,
- Meilleur scénario adapté,
- Meilleur réalisateur, Frank Capra,
- Meilleur acteur, Clark Gable,
- Meilleure actrice, Claudette Colbert.

New York-Miami est le premier film à avoir reçu les cinq trophées les plus importants de la cérémonie. Il sera suivi dans cette performance par Vol au-dessus d'un nid de coucou (1975) de Miloš Forman, puis par Le Silence des agneaux (1991) de Jonathan Demme.En outre ce palmarès établi un record qui sera battu aux oscars de 1940 par Autant en emporte le vent.

## Autour du film
- Ce film est le prototype standard de la comédie romantique américaine. Il est également considéré comme le film fondateur de la comédie loufoque (screwball comedy), genre qui adapte, pour le cinéma parlant, les schémas du film burlesque muet dont il continue la logique tout en proposant des dialogues vifs et une intrigue centrée sur les mœurs, le couple et le remariage.
- Clark Gable et Claudette Colbert tournèrent le film à contrecœur et par contrat. Le premier avait été prêté à la Columbia Pictures par la Metro-Goldwyn-Mayer, et la seconde par la Paramount Pictures. Malgré tout, chacun d'eux reçut un Oscar pour sa prestation. À l'origine, Myrna Loy et Robert Montgomery étaient prévus pour le film avant que Louis B. Mayer ne se rabatte sur Gable et Colbert à la suite de leur refus[11].
- Ce film fait partie des sept comédies repérées par le philosophe Stanley Cavell pour établir le genre du remariage[12].
- Dans ses mémoires, le dessinateur Fritz Freleng a confié s'être inspiré de New York-Miami (son film préféré) pour créer le personnage de Bugs Bunny, en particulier la manière dont Clark Gable mange des carottes tout en parlant[13].
- En toute logique, le titre français devrait être Miami-New York puisque les deux protagonistes partent de Miami pour rejoindre New York et non l'inverse.